# IPhone SE (2-го поколения)
iPhone SE (2-го поколения) (от англ. Special Edition — «специальное издание», иногда называется iPhone SE 2 или iPhone SE 2020) — смартфон корпорации Apple. Был представлен 15 апреля 2020 года. По примеру iPhone SE (1-го поколения), получил дизайн, ранее представленный в iPhone 8, и новый процессор Apple A13 Bionic, который используется в iPhone 11, iPhone 11 Pro и iPhone 11 Pro Max.

## Начало продаж, отмена презентации и цена
Изначально презентация устройства должна была состояться 31 марта 2020 года. Однако 11 марта Apple заявила, что презентация устройства официально отменена в связи с пандемией COVID-19. Она пройдёт в онлайн-режиме. 15 апреля 2020 года компания Apple опубликовала видеоролик про новый iPhone SE на своём YouTube-канале, а также добавила информацию об устройстве на свой сайт, не проводя публичной презентации. Начало продаж состоялось 24 апреля 2020 года. Начальная стоимость за версию с 64 гигабайтами памяти в США равна 399 долларов, цена за версии с 128 и 256 гигабайт — $449 и $549 соответственно.

## Спецификации
Приводятся по данным Apple.

### Дизайн
iPhone SE имеет дизайн с алюминиевой рамкой, а его передняя и задняя части сделаны из стекла. Внешний дизайн и размеры телефона практически идентичны iPhone 8, за исключением логотипа Apple по центру. Он имеет лицевые панели сверху и снизу спереди и кнопку «Домой», интегрированную с Touch ID второго поколения. Поставляется в трёх цветовых решениях: чёрном, белом и красном (PRODUCT RED).
Версия смартфона в белом цвете получила чёрную панель спереди.

### Дисплей
- Retina HD c диагональю 4,7 дюйма по технологии IPS.
- Разрешение 1334 на 750 пикселей, плотность 326 пикселей/дюйм.
- Поддержка технологий True Tone и Multi-Touch.
- Олеофобное покрытие.

### Камера, фото и видео
Основная камера:
- 12-мегапиксельная широкоугольная камера с диафрагмой ƒ/1.8.
- «Портретный» режим и портретное освещение, ранее задействованные во флагманских iPhone X, iPhone XS, iPhone 11 и прочих.
- Оптическая стабилизация изображения при фотографировании и записи видео.
- Возможность записывать видео в формате 4K с частотой в 24, 30, или 60 кадров в секунду.
- Стереозвук при записи видео.
- Четырёхцветная светодиодная вспышка True Tone.
- Поддержка технологии Smart HDR.
- Серийная съёмка.
- Объектив защищён сапфировым стеклом.
- Возможность панорамной съёмки.

Фронтальная камера:
- 7-мегапиксельная камера FaceTime с диафрагмой ƒ/2.2
- Запись видео в Full HD с частотой до 30 кадров в секунду.
- Режим «Портрет».
- Серийная съёмка.

### Поддержка мобильных сетей и интерфейсов
- Мобильные сети:
  - FDD‑LTE (диапазоны 1, 2, 3, 4, 5, 7, 8, 11, 12, 13, 17, 18, 19, 20, 21, 25, 26, 28, 29, 30, 32, 66)
  - TD‑LTE (диапазоны 34, 38, 39, 40, 41, 42, 46, 48)
  - UMTS/HSPA+/DC‑HSDPA (850, 900, 1700/2100, 1900, 2100 МГц)
  - GSM/EDGE (850, 900, 1800, 1900 МГц)
  - Gigabit Class LTE
- Беспроводные интерфейсы:
  - Wi‑Fi 802.11ax (Wi‑Fi 6) с технологией MIMO 2×2
  - Беспроводная технология Bluetooth 5.0
  - NFC с поддержкой режима считывания
  - Экспресс‑карты с резервным питанием
- Определение местоположения:
  - Встроенный модуль GPS/ГЛОНАСС
  - Цифровой компас
  - Wi‑Fi
  - Сотовая связь
  - Функция точного определения местоположения iBeacon

## Скорость беспроводной связи
| Тип сотовой сети/беспроводной технологии | Класс                | Частоты, на которых работает сеть | Максимальная скорость Downlink (Mbps) | Максимальная скорость Uplink (Mbps) | Современность        |
| ---------------------------------------- | -------------------- | --------------------------------- | ------------------------------------- | ----------------------------------- | -------------------- |
| GPRS                                     | 2G (2.5G)            | 850, 900, 1800, 1900 МГц          | 0.04                                  | Неизвестно                          | Технология устарела  |
| EDGE                                     | 2G (2.75G)           | 850, 900, 1800, 1900 МГц          | 0.38                                  | Неизвестно                          | Технология устарела  |
| UMTS                                     | 3G                   | 850, 900, 1900, 2100 МГц          | 3.6                                   | Неизвестно                          | Технология актуальна |
| HSDPA/HSUPA                              | 3G (3.5G)            | 850, 900, 1900, 2100 МГц          | 14.4                                  | 5.7                                 | Технология актуальна |
| HSPA+                                    | 3G (3.75G)           | 850, 900, 1900, 2100 МГц          | 21                                    | 5.7                                 | Технология актуальна |
| DC-HSDPA                                 | 3G (3.95G)           | 850, 900, 1900, 2100 МГц          | 84                                    | 5.7                                 | Технология актуальна |
| CDMA EV-DO Rev. A                        | 3G (3.5G)            | 800, 1900 МГц                     | 3.1                                   | 1.8                                 | Технология актуальна |
| CDMA EV-DO Rev. B                        | 3G (3.5G)            | 800, 1900 МГц                     | 4.9                                   | 2.4                                 | Технология актуальна |
| LTE                                      | 4G (4.0G)            | 800, 1900, 2600 МГц               | 1200                                  | 1200                                | Технология актуальна |
| Wi-Fi                                    | 802.11 a/b/g/n/ac/ax | 2,4 ГГц и 5 ГГц                   | 1320                                  | 1320                                | Технология актуальна |
| Bluetooth 5.0                            | 802.15.4             | 2,4 ГГц                           | 1.0                                   | 1.0                                 | Технология актуальна |